# Ipromet
Ipromet (Institutul de Proiectare și Inginerie pentru Industria Metalurgică) București este o companie de proiectare din România.
A fost înființat în 1950 în baza Decretului nr. 199/1949 pentru organizarea și funcționarea întreprinderilor și organizațiunilor economice ale Statului  și reorganizat prin HCM nr. 191 din 12 aprilie 1963, în subordonarea Ministerului Metalurgiei și Construcțiilor de Mașini, cu următorul profil: 
- elaborarea detaliilor de sistematizare a zonelor industriale pentru care ministerul este coordonator;
- elaborarea în mod complex a documentațiilor tehnice pentru lucrările din ramurile industriei metalurgiei feroase, industriei cocsochimice și pentru lucrările necesare industriei refractare, cu excepția documentațiilor tehnice pentru laminoare;
- elaborarea în mod complex a studiilor tehnico-economice și a proiectelor tehnice pentru utilajele tehnologice specifice, auxiliare și de întreținere, necesare lucrărilor care se încadrează în profilul institutului, precum și elaborarea desenelor de execuție pentru utilajele specifice cu caracter unical din profilul institutului: pentru furnale, instalații de aglomerare, cuptoare, oțelării și fabrici de refractare;
- elaborarea proiectelor tip pentru lucrările care se încadrează în profilul institutului, cu excepția celor pentru obiecte sau elemente de construcții comune la mai multe ramuri sau sectoare ale economiei naționale.

După Revoluția Română din 1989, în cadrul acțiunii denumite „Programul Acționarilor Salariați” (PAS), a fost înființată „Asociația PAS Ipromet”, în scopul privatizării, dar aceasta a fost radiată la 10 octombrie 2000.
În anul 2000 a fost lansată o medalie jubiliară, de 29 grame, cu următorul text: „Ipromet 1950-2000, 50 ani”.
Titlurile Ipromet se tranzacționează la categoria de bază a pieței Rasdaq, secțiunea XMBS, sub simbolul IPRA.
În noiembrie 2006, fondul de investiții Broadhurst deținea 85,93% din capital, iar Cirstian Cristu controla 13,22%.
Cifra de afaceri în primele nouă luni ale anului 2006: 2,8 milioane lei (811.461 euro)
În 2018, a fost elaborat un Proiect de fuziune prin absorbție a Institutului de Proiectare și Tehnică de Calcul în Construcții S.A. (IPCT), societate implicată în fuziune în calitate de societate absorbantă și IPROMET S.A., societate implicată în fuziune în calitate de societate absorbită.